# Germignaga
Germignaga – miejscowość i gmina we Włoszech, w regionie Lombardia, w prowincji Varese.
Według danych na rok 2004 gminę zamieszkiwało 3595 osób, 599,2 os./km².